# 波姆勒
波姆勒（法語：Pommereux，法語發音：[pɔmʁø]）是法国滨海塞纳省的一个市镇，属于迪耶普区。

## 地理
波姆勒（49°36'10"N, 1°37'27"E）面积5.39 平方千米，位于法国诺曼底大区滨海塞纳省，该省份为法国北部沿海省份，其西部及北部濒大西洋英吉利海峡，东起顺时针与索姆省、瓦兹省、厄尔省和卡爾瓦多斯省接壤。
与波姆勒接壤的市镇（或旧市镇、城区）包括：拉贝利耶尔、加耶方丹、欧塞、隆梅尼勒、索蒙拉波特里。

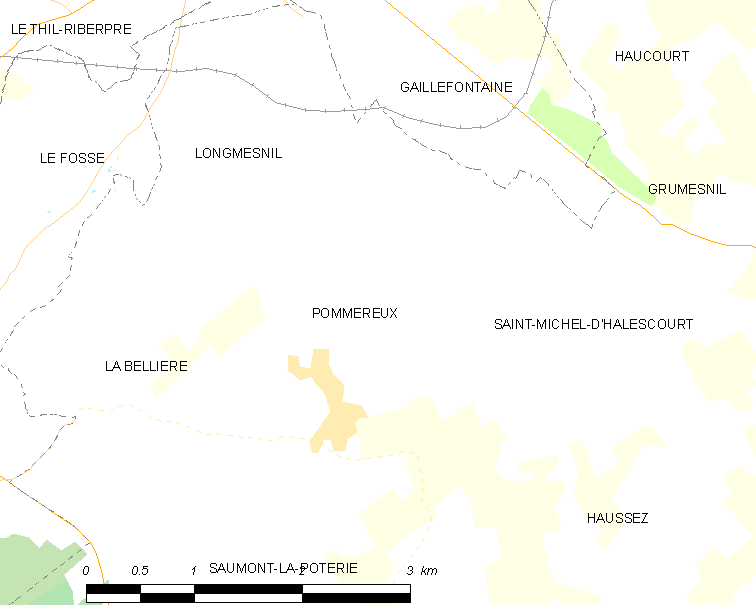
波姆勒的OSM定位图

波姆勒的时区为UTC+01:00、UTC+02:00（夏令时）。

## 行政
波姆勒的邮政编码为76440，INSEE市镇编码为76505。

## 政治
波姆勒所属的省级选区为布赖地区古尔奈县。

## 人口

1962-2008年间波姆勒人口变化图示

波姆勒于2022年1月1日时的人口数量为94人。